# Page Bank
Page Bank – wieś w Anglii, w hrabstwie Durham. Leży 9 km na południowy zachód od miasta Durham i 370 km na północ od Londynu.